# Gastronomia d'Àfrica
La gastronomia d´Àfrica és el conjunt d´arts i costums culinaris de la gent i ètnies que componen el continent africà. El continent d'Àfrica és el tercer en mida de la Terra i allotja centenars de tribus, ètnies i grups socials. Aquesta diversitat es reflecteix també a la cuina africana, tant en els costums, com els ingredients usats o les tècniques de cuina emprades. Té influències al nord de la cuina mediterrània (forma part important amb la cuina magribina) i com al nord-oest de les cuines àrab i turca.
Per regla general el principal menjar dels africans consisteix en una barreja de verdures, llegums i en algunes ocasions carn. En el terreny de les carns és molt popular la ingesta de bushmeat (en francès: viande de brousse), terme que denomina la carn emprada com a aliment de qualsevol animal silvestre terrestre. La de caça és un dels elements més característics. La carn de vaca, la d'ovella i la de cabra són massa cares per als habitants d'Àfrica en general, és per això que es reserva per als dies festius. Per contra, el peix és abundant a les zones costaneres.
La combinació de diversos aliments se sol anomenar estofat, sopa o salsa depenent de la regió. La barreja d'aliments se sol servir en una mena de porridge o puré elaborat amb arrels de plantes tals com la cassava o de cereals com el blat de moro, mill o fins i tot arròs. Les variacions regionals es veuen reflectides en la composició d'un àpat.

## Història
Les arrels de la cuina africana es remunten a l'edat del bronze al Nord-est d'Àfrica, quan les primeres civilitzacions van començar a conrear cereals com l'ordi i el blat. Part de l'Àfrica del Nord es troba al Creixent Fèrtil, on l'agricultura era practicada pels antics egipcis. Animals com ara rucs i ovelles també es van domesticar i va començar l'expansió de l'agricultura a altres parts d'Àfrica, especialment a l'Àfrica Occidental, encara que la majoria de tribus encara vivien de la caça.
Els exploradors àrabs Lleó l'Africà i Ibn Battuta van explicar els hàbits alimentaris dels africans que van trobar durant els seus viatges per l'Àfrica subsahariana. La majoria dels viatgers europeus es van quedar a prop de les zones costaneres fins al segle XIX. En molts dels seus diaris de viatge també van informar detalls sobre la cuina africana. Molts aliments es van introduir quan l'Àfrica va ser colonitzada pels europeus. Els aliments que ara són part integrant de la cuina africana com el blat de moro i les patates no estaven presents fins al segle XIX.
La influència del menjar africà en els plats caribenys, brasilers, cajuns i estatunidencs populars es veu en plats a base d'arròs i guisats verds com ara efo, duckanoo i callaloo. L'okra, introduïda des d'Àfrica, s'utilitza en els gumbos clàssics de Louisiana (gastronomia criolla de Louisiana) i en l'arròs estatunidenc cultivat a Carolina del Sud.

## Distribució de la gastronomia

### Composició per regions
- Àfrica Central, que es compon de la Gastronomia d'Àfrica Central
  - Cuina angolesa
  - Cuina centrafricana
  - Cuina camerunesa
  - Cuina congolesa
  - Cuina de Guinea Equatorial
  - Cuina gabonesa
  - Cuina de São Tomé i Príncipe
  - Cuina txadiana

- Àfrica del Nord, que es compon a gran part de la Gastronomia del Magrib
  - Cuina algeriana
  - Cuina canària
  - Cuina egípcia
  - Cuina líbia
  - Cuina marroquina
  - Cuina del Sàhara Occidental
  - Cuina sudanesa
  - Cuina tunisiana

- Àfrica Occidental, que es compon de la Gastronomia d'Àfrica Occidental
  - Cuina de Benín
  - Cuina de Burkina Faso
  - Cuina de Cap Verd
  - Cuina ivoriana
  - Cuina gambiana
  - Cuina ghanesa
  - Cuina guineana
  - Cuina de Guinea Bissau
  - Cuina libèria
  - Cuina maliana
  - Cuina mauritana
  - Cuina de Nigèria
  - Cuina de Santa Helena
  - Cuina senegalesa
  - Cuina de Sierra Leone
  - Cuina togolesa

- Àfrica Oriental, que es compon de la Gastronomia d'Àfrica Oriental
  - Cuina de Burundi
  - Cuina de Djibouti
  - Cuina eritrea
  - Cuina etíop
  - Cuina de Kenya
  - cuina ruandesa
  - Cuina somali
  - Cuina sud-sudanesa
  - Cuina de Tanzània
  - Cuina ugandesa
  - Cuina de Zanzíbar

- Àfrica del Sud, que es compon de la Gastronomia d'Àfrica Austral
  - Cuina de Botswana
  - Cuina de les Comores
  - Cuina d'Eswatini
  - Cuina de Lesotho
  - Cuina malgaix
  - Cuina de Malawi
  - Cuina mauriciana
  - Cuina de Moçambic
  - Cuina de Namíbia
  - Cuina de les Seychelles
  - Cuina sud-africana
  - Cuina de Zàmbia
  - Cuina de Zimbabwe

### Composició per ètnies
- Berber - Gastronomia berber
- Zulu - Gastronomia zulu

## Influències
La cuina africana ha influenciat notablement algunes zones del planeta a causa en part de la comercialització i el desplaçament de grans masses d'esclaus a les diferents zones d'Amèrica, d'aquesta manera es té la cuina porto-riquenya, així com del Carib en general. És part de la del Brasil, de la de Colòmbia, així com la del sud dels Estats Units.